# Family Circle Cup 2009
Family Circle Cup 2009 — 37-й розыгрыш ежегодного профессионального теннисного турнира среди женщин, проводящегося в американском городе Чарлстон, и являющегося частью Тура WTA в рамках серии «премьер». Турнир прошёл с 13 по 19 апреля.
Прошлогодними чемпионами являются:
- одиночки —  Серена Уильямс
- пары —  Катарина Среботник /  Ай Сугияма

## Соревнования

### Одиночный турнир
Сабина Лисицки обыграла  Каролину Возняцки со счётом 6-2, 6-4.
- Это первый титул Сабины в карьере.
- Каролина оба турнира в сезоне на зелёном грунте заканчивает в финале. Турнир в Понте-Ведра-Бич был выигран.

### Парный турнир
Бетани Маттек-Сандс /  Надежда Петрова обыграли  Лигу Декмейере /  Патти Шнидер со счётом 6-7(5), 6-2, [11-9].
- Дуэт Петрова / Маттек-Сандс выигрывает свой первый совместный титул.
- Для обеих спортсменок это также первый титул в сезоне.
- Дуэт Шнидер / Декмейере впервые в совместной истории выходит в финал турнира.
- Для обеих это первый финал в году.